# Apterogyninae

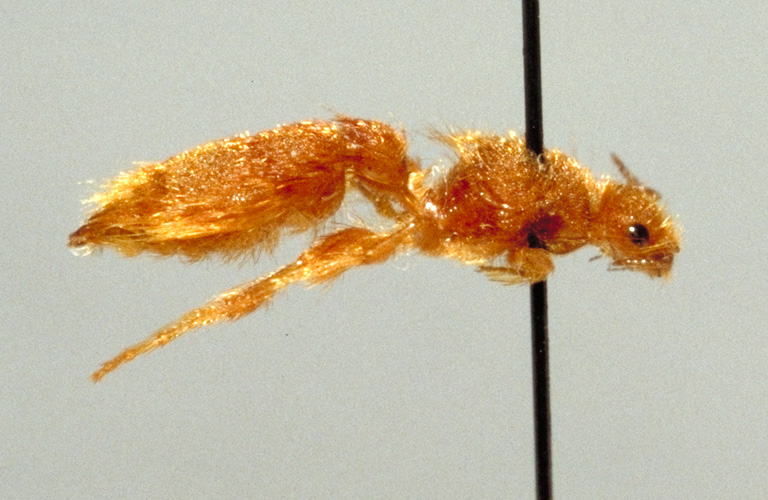
Weibchen von Apterogyna schultzei

Die Apterogyninae sind eine Unterfamilie der Bradynobaenidae innerhalb der Hautflügler (Hymenoptera). Von ihnen sind 80 Arten in zwei Gattungen bekannt.
Ihre Verbreitung reicht vom tropischen und nördlichen Afrika über Europa bis nach Asien. Die meist einfarbig schwarz oder bräunlich gefärbten Männchen sind geflügelt, während die braunen oder schwarz und rötlich gefärbten Weibchen ungeflügelt sind. Die bisher untersuchten Vertreter der Unterfamilie besitzen, wie auch die der neuweltlichen Bradynobaeninae, kein Stridulationsorgan mehr. Einige Arten sind nachtaktiv, andere tagaktiv. Über ihre Lebensweise ist darüber hinaus kaum etwas bekannt.